# Richard Avenarius
Pour les articles homonymes, voir Avenarius.
Richard Ludwig Heinrich Avenarius, né à Paris le 19 novembre 1843, mort à Zurich le 18 août 1896, est un philosophe allemand, fondateur de l'empiriocriticisme.

## Biographie sommaire
Second enfant de l'éditeur allemand Eduard Avenarius, alors directeur de la succursale parisienne de Brockhaus, et de Cäcilie Wagner, la plus jeune sœur de Richard Wagner (qui était son parrain), Richard Avenarius suit ses études en Suisse. Après avoir participé à la création du Cercle philosophique de l'université de Leipzig, où il enseigne jusqu'en 1877, il devient professeur de philosophie à Zurich jusqu'à sa mort en 1896.

## Sa pensée
Avenarius est considéré comme le fondateur de l'empiriocriticisme, une théorie épistémologique à laquelle se ralliera Ernst Mach. Cette théorie énonce que l'objectif premier de la philosophie est de développer un « concept naturel du monde » qui repose sur l'expérience pure et s'abstrait de la métaphysique et du matérialisme, abolissant ainsi pour l'individu la différence entre expérience extérieure et intérieure. Avenarius s'appuie sur la biologie et sur les relations entre les sciences physiques et psychologiques pour étayer son raisonnement.
Les idées d'Avenarius mettent en avant la notion d'« introjection », qui est l'« introduction (Hineinverlegung) en l'homme » des choses vues et des sensations. Elle « fait de la partie intégrante du milieu (réel) une partie intégrante de la pensée (idéale) ».
Les écrits d'Avenarius connaissent un grand succès parmi les intellectuels au début du XXe siècle, et notamment dans le milieu étudiant russe avant la révolution d'Octobre (les constructeurs de Dieu, Bazarov, Lounatcharsky, Valentinov, Bogdanov, etc.). Elles seront vivement critiquées par Lénine qui y voit une défense de l'idéalisme contre le matérialisme.

## Influences
- Dans son ouvrage Grundriss der Psychologie, publié en 1895, le psychologue Oswald Külpe se fonde sur la pensée de Richard Avenarius pour établir que le domaine d'étude de la psychologie concerne les expériences personnelles des sujets.
- Étudiant à Berne en 1902, Albert Einstein forme un groupe de discussion philosophique qui étudie notamment les œuvres d'Avenarius[1].
- Avenarius a rallié à ses thèses de nombreux philosophes et psychologues, comme Ernst Mach, Alexandre Bogdanov, Wilhelm Wundt, James Ward, Karl Pearson, Thomas Henry Huxley ou Joseph Petzoldt.
- Dans Matérialisme et empiriocriticisme (1908), Lénine s'oppose violemment aux thèses d'Avenarius, les qualifiant de « mystification » et de « charabia ». Avec Mach, il le considère comme le maître à penser des idéalistes opposés au matérialisme.
- Dans L'immortalité de Milan Kundera, le Professeur Avenarius est inspiré de Richard Avenarius.

## Publications
- (de) Ueber die beiden ersten Phasen des Spinozischen Pantheismus und das Verhältnis der zweiten zur dritten Phase (« Sur les deux premières phases du panthéisme spinoziste et le rapport entre la deuxième et la troisième phase »), Leipzig, 1868.
- (de) Philosophie als Denken der Welt gemäß dem Prinzip des kleinsten Kraftmaßes. Prolegomena zu einer Kritik der reinen Erfahrung (« La philosophie comme pensée du monde selon le principe de la plus petite mesure de force : Prolégomènes à une critique de l'expérience pure »), Leipzig, 1876 ; 2nd éd. 1903.
- (de) Kritik der reinen Erfahrung (« Critique de l'expérience pure »). 2 vol., Leipzig, 1888/1890 ; 2e éd. 1907/1908.
- (de) Der menschliche Weltbegriff (« Le concept humain du monde »). Leipzig, 1891; 2nd éd. 1905 ; 3e éd. 1912.